# Свързващ редактор
Свързващият редактор (на английски: Linker, линкер) е основна компютърна програма, чиято цел е да свърже компилирани в машинен език един или повече обектни файлове в една програма, която може да се управлява от дадена операционна система. Свързващият редактор е програмна система, която свързва файловете, създадени от компилатора в единен изпълним файл (приложение). Той добавя всички необходими библиотечни подпрограми към създадените от компилатора обектни файлове и ги свързва, като създава изпълним файл (разширение ‘.exe’) или библиотечен файл (разширение ‘.dll’). Свързващият редактор проверява правилността на всички връзки между отделните обектни модули и генерира съобщения, ако има грешки.